# Jules Hardouin-Mansart
Jules Hardouin-Mansart (Paris, 16 de abril de 1646 — Marly-le-Roi, 11 de maio de 1708) foi um arquiteto francês, cujos trabalhos são considerados o ápice do Barroco na França, representando o poder e a grandeza de Luís XIV, principalmente o palácio de Versailles, sua obra mais importante.

## Biografia
Jules Hardouin estudou com seu tio-avô François Mansart, um dos criadores da tradição clássica francesa e do característico telhado mansarda, que leva seu nome.  Além de adotar o nome do tio, herdou sua coleção de projetos e desenhos. Também estudou com Libéral Bruant, arquiteto dos Inválidos, em Paris.

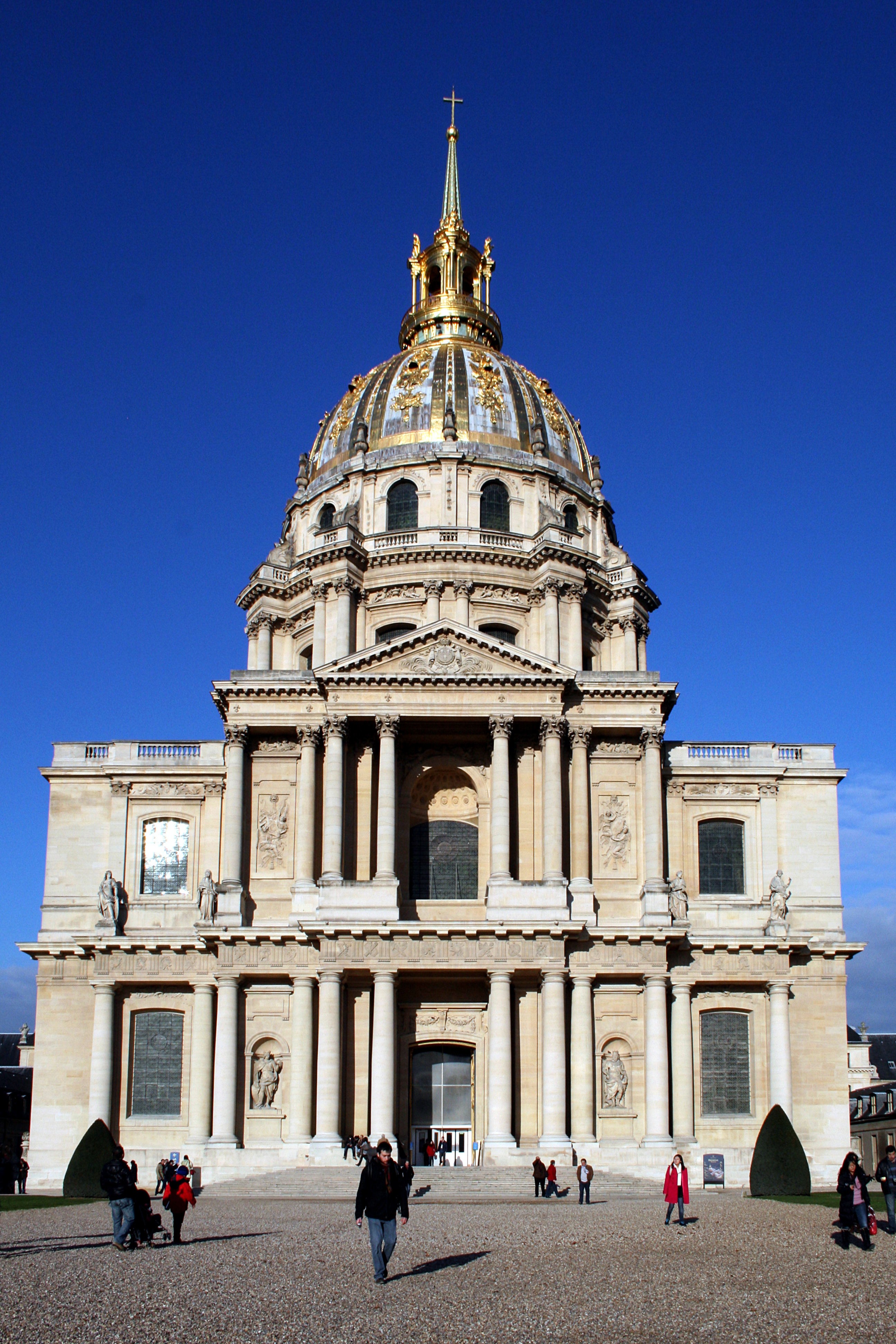
capela real dedicada a São Luís

Hardouin-Mansart serviu como arquiteto chefe de Luís XIV, primeiro aumentando o castelo real de  Saint-Germain-en-Laye, e depois em Versailles a partir de 1675, onde desenhou todas as extensões e reconstruções pedidas pelo rei, incluindo as alas sul e norte, a capela real, e o celebrado salão dos espelhos, decorado por Charles Le Brun, seu colaborador. Também  são projetos seus a chamada Orangerie,  o grande Trianon e próximo, Marly.

Em Paris propriamente, projetou a Ponte Royal, a igreja de Saint Roch, a capela real dedicada a São Luís, chamada Igreja do Domo (1680), anexa ao Hôtel des Invalides. Muitos de seus trabalhos ainda podem ser vistos por um turista que visite a cidade e seus arredores, como a Praça Vendôme (1690) e a praça da Victoire (1684-86)

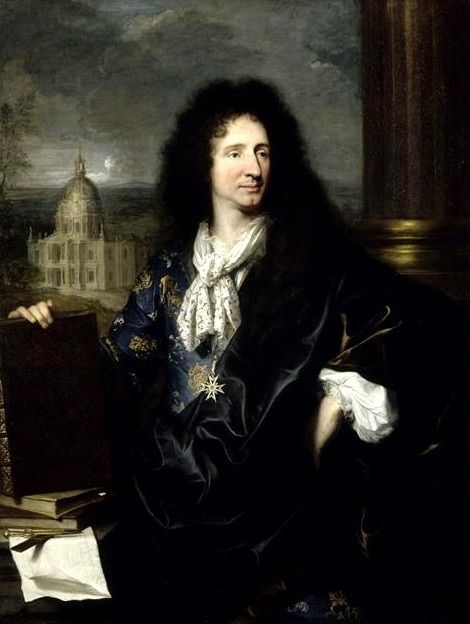
Jules Hardouin-Mansart

Uma de suas obras mais curiosas foi o castelo de  Dampiere-en-Yvelines, construído para um genro de Jean-Baptiste Colbert, onde utilizou mansardas, conseguindo um efeito harmonioso. Por tudo isso, Hardouin-Mansart é considerado um dos mais importantes arquitetos do século XVII, na Europa.